# かたち あるもの
「かたち あるもの」は、2004年8月11日に発売された柴咲コウの6枚目のシングル。

## 解説
TBS系ドラマ『世界の中心で、愛をさけぶ』（2004年7月2日 - 9月10日放送）の主題歌。第42回ザテレビジョンドラマアカデミー賞で主題歌賞を受賞した。
オリコンシングルチャートでは初登場で自身最高位の2位にランクイン。ドラマのヒットもあってロングヒットとなり、2004年度のオリコン年間シングルランキングで6位になっている。またオリコンのシングルチャート10位以内に8週連続でランクインした。これは「月のしずく」の7週連続という記録を上回った。シングルではRUI名義の「月のしずく」に次いで2番目の売上を記録している。シングルCDの累計出荷枚数は80万枚。
2004年当時まだ浸透していなかった、携帯電話向けの音楽配信サービス「着うた」で1日のダウンロード数（57,771件）としては、2002年1月のサービス開始以来の最高記録を達成した。
期間限定盤は本人の写真の印刷されたピクチャーレーベル仕様。通常盤は白地に青い字のレーベルとなっている。
ジャケットの撮影地は岐阜県の養老天命反転地内にある、「宿命の家」の前である。
今作の表題曲の作詞は共作であるものの、この作品以降作詞は柴咲コウ自身がするようになる。ちなみに今までのシングルのカップリングにも彼女の作詞したものも存在している。
国内最大手のレンタルDVDショップTSUTAYAの1983年創業以来、最もレンタルされたシングルCDを集計した際、同曲は第14位と高順位にランクインした。ちなみにRUI名義で発表した「月のしずく」は8位にランクインしている。

## 収録曲
1. かたち あるもの
（作詞：柴咲コウ、山本成美　作曲：小松清人　編曲：華原大輔　ストリングス・アレンジ：前嶋康明）
2. 帰り道
（作詞：柴咲コウ　作曲：Jin Nakamura　編曲：市川淳）
3. 哀しみを許して
（作詞：松井五郎　作曲：岩本正樹　編曲：CHOKKAKU）
4. かたち あるもの (Backing Track)

## 収録アルバム
かたち あるもの
- 『Single Best』
- 『Love&Ballad Selection』
- 『KO SHIBASAKI ALL TIME BEST 詩』

帰り道
- 『The Back Best』

## カバー
- 美吉田月（2007年、アルバム「pure flavor #1～color of love～」に収録）
- 四条貴音（原由実）（2012年、アルバム「THE IDOLM@STER ANIM@TION MASTER 生っすかSPECIAL 01」に収録）
- 華原朋美（2014年、アルバム『MEMORIES 2 -Kahara All Time Covers-』に収録）

## 試聴（公式）
- かたち あるもの （ミュージックビデオ） - YouTube